# Porsche 997 GT3 RS
La Porsche 997 GT3 RS del 2006, facente parte della serie di Porsche 911 ed erede della 996 GT3 RS del 2003, è la versione più sportiva della 997 GT3 ed è la più estrema tra le Porsche di serie prodotte dalla casa di Stoccarda, dopo la nuova 911 GT2. È destinata quasi esclusivamente all'uso in pista ma può essere omologata anche per la strada.

## Caratteristiche
Il motore della GT3 RS è un propulsore in grado di erogare, nella versione presentata nel 2009, 450 CV a 7600 giri che riesce a spingerla a oltre 310 km/h, con un'accelerazione 0-100 in 4 secondi netti e 0-200 in 13,3 secondi. Il cambio è un manuale a sei rapporti.
Esteticamente, come da tradizione per i modelli RS (abbreviazione di Rennsport), il posteriore viene allargato di 44 mm, importanti dal punto di vista della stabilità e non influenti sul peso, che rispetto alla versione GT3 è inferiore di oltre 20 kg. Questa riduzione è resa possibile dall'abbondante utilizzo di fibra di carbonio sia per interni che per esterni (in fibra di carbonio è anche l'imponente spoiler posteriore orientabile). Gli interni sono realizzati in alcantara nera ed i 2 sedili, privi di imbottitura, in materiale ultraleggero.
I colori standard disponibili per la carrozzeria sono grigio, nero, arancio e verde con decorazioni e cerchi neri o arancioni a seconda del colore principale.
Solo a richiesta, invece, è possibile ottenere la GT3 RS in uno qualsiasi dei colori offerti per la gamma Carrera, con decalcomanie e cerchi di colore nero (o, comunque, in contrasto con la tinta della carrozzeria).
Nel 2013 la Porsche ha presentato la sua erede su pista, basata sulla successiva serie 991.